# Amaxia egaėnsis
Amaxia egaėnsis là một loài bướm đêm thuộc phân họ Arctiinae, họ Erebidae.